# HMAS Alfie Cam
HMAS Alfie Cam (FY97) – trałowiec pomocniczy z okresu II wojny światowej należący do Royal Australian Navy.

## Historia
Trawler Asama był wodowany w 1920 w Cardiff.  W 1928 statek został zakupiony przez T. A. Fielda i obył dwumiesięczną podróż do Australii przez Kanał Sueski, do Sydney dotarł w listopadzie 1928.  Już w Sydney statek został zakupiony przez firmę Cams and Sons zajmującą się połowem ryb w pobliżu Sydney i został przemianowany na Alfie Cam.  Należał wówczas do największych trawlerów w sydneyskiej flocie rybackiej.
Po wybuchu II wojny światowej Alfie Cam wraz z 34 innymi statkami zostały wcielone do Royal Australian Navy i przystosowane do roli trałowca.
22 czerwca 1940 został wcielony do Marynarki, do służby wszedł 22 lipca.  Statek został odkupiony od właściciela 29 czerwca 1943, wycofany do rezerwy 6 lipca 1944 i sprzedany 27 września 1944.
12 lipca 1952 statek wszedł na rafę i ciężko uszkodził kadłub (w akcji ratowniczej brał udział trawler „Beryl II” który w czasie wojny także służył jako trałowiec pomocniczy), naprawa została uznana za nieekonomiczną, i statek złomowano.